# Генріх Гонтерман
Генріх Гонтерман (нім. Heinrich Gontermann. Heinrich Gontermann; 25 лютого 1896, Зіген — 30 жовтня 1917, Марль) — німецький льотчик-винищувач, один з найкращих асів Першої світової війни з 39-ма збитими літаками противника під час Першої світової війни.

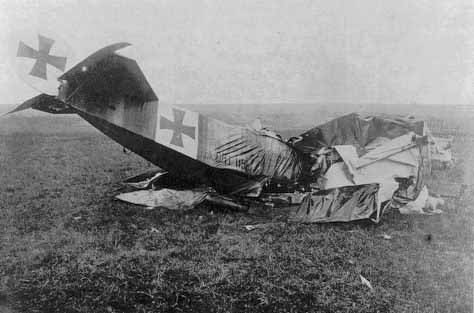
Літак Гонтермана після катастрофи

## Біографія
Гонтерман народився у сім'ї кавалерійського офіцера, фабриканта Генріха Гонтермана (помер 12 грудня 1929). На початку Першої світової війни добровільно вступив у Східний Уланський полк. У серпні 1914 року був поранений. У 1915 році подав рапорт про перехід у авіацію Рейхсвера, який  через деякий час був схвалений. Майже рік він пролітав курсантом у літній школі на біплані Roland З II. Після навчання, здобувши навички льотчика-винищувача до кінця 1916 року Гонтерман прибув Jagdstaffel 5 на посаду пілота. 14 листопада цього ж року Гонтерман збиває свій перший літак і до 6 квітня 1917 року отримує 7 перемог у повітряних боях. Через два дні збиває свій перший аеростат. Побачивши його успіх у повітряних боях його призначають на посаду командира ескадрильї Jagdstaffel 15.
Гонтерман вважався неперевершеним асом по знищенню дирижаблів і аеростатів загородження противника разом з Фрідріхом фон Ретом, котрий розробив тактику знищення аеростатів. Сенс маневру була у тому,  що літак який атакує на великій швидкості збивав кілька аеростатів за один захід. Це обтяжувало поразку вогнем у відповідь. Так, 19 серпня 1917 року він збив одразу 4 аеростата.
За свої великі досягнення Гонтерман 14 травня 1917 року нагороджений орденом Pour le Mérite.
При виконанні пробного польоту 30 жовтня 1917 року на триплані  Fokker Dr I на своєму аеродромі у Марле зазнав катастрофу — зруйнувалась частина верхнього крила, літак рухнув на землю. Гонтерман був ще живий, коли його витягли з-під уламків, але помер через добу у шпиталі.
Похований 6 листопада на цвинтарі Lindenbergfriedhof у Зігені.

## Нагороди
- Знак воєнного льотчика (Прусське королівство)
- Залізний хрест 2-го класу (Прусське королівство)
- Залізний хрест 1-го класу (5 березня 1917)
- Королівський орден Дому Гогенцоллернів лицарський хрест з мечами (6 травня 1917) (Прусське королівство)
- Воєнний орден Максиміліана Йозефа лицарський хрест (11 травня 1917) (Баварське королівство)
- Орден  «Pour le Mérite» (14 травня 1917) (Прусське королівство)